# David Trapp
Pour les articles homonymes, voir Trapp (homonymie).
David Trapp (né le 5 août 1981 au Belize) est un joueur de football international bélizien, qui évolue au poste de milieu de terrain.

## Biographie

### Carrière en sélection
David Trapp reçoit 14 sélections en équipe du Belize entre 2007 et 2013, sans inscrire de but.
Il joue son premier match en équipe nationale le 8 février 2007 contre le Salvador (défaite 2-1). Il reçoit sa dernière sélection le 16 juillet 2013, contre Cuba (défaite 4-0).
Il dispute trois matchs lors des éliminatoires du mondial 2010, et onze matchs lors des éliminatoires du mondial 2014.
Il participe avec l'équipe du Belize à la Gold Cup 2013, organisée aux États-Unis.

## Palmarès
| Belmopan Bandits - Championnat du Belize (4) : - Champion : 2013 (Ouverture), 2014 (Clôture), 2014 (Ouverture) et 2016 (Clôture). - Vice-champion : 2002-03, 2003-04 et 2015 (Clôture). |  | Belize Defence Force - Championnat du Belize (2) : - Champion : 2010 (Clôture) et 2010 (Ouverture). |